# Must the Devil Have All the Good Tunes?
Must the Devil Have All the Good Tunes?  ist ein Klavierkonzert des amerikanischen Komponisten John Adams aus dem Jahr 2018.
Vom Los Angeles Philharmonic unter der Leitung Gustavo Dudamels in Auftrag gegeben, wurde das explizit an der Virtuosität der chinesischen Pianistin Yuja Wang orientierte Werk am 7. März 2019 in der Walt Disney Concert Hall uraufgeführt.

## Vorgeschichte
Die Inspiration zum Titel seines nach Eros Piano (1989) und Century Rolls (1997) dritten Klavierkonzerts fand der Komponist in einem alten Artikel des New Yorker über die christliche Sozialistin und Journalistin Dorothy Day.
Die Worte selbst gehen auf Martin Luther zurück und lauten im deutschen Original „Der Teufel braucht nicht alleine alle schönen Melodien zu besitzen.“

## Musik
Adams bezeichnet sein Opus als einen „Totentanz, nur nicht in Lisztscher Manier, sondern eher auf funkig amerikanische Art“.
Es ist ein energiegeladenes, rhythmisch-metrisch mannigfaltiges, perkussiv ausgiebiges, anspielungsreiches Werk mit Unmittelbarkeit des Ausdrucks als zentralem Merkmal und einem in weiten Abschnitten spieltechnisch anspruchsvollen Klavierpart, in nahezu fortwährender Aktivität.

### Instrumentation
Holzbläser (Piccoloflöte, zwei Flöten [1. davon auch als zweite Piccoloflöte], zwei Oboen, zwei B-Klarinetten [1. davon auch als A-Klarinette, 2. davon auch als Bassetthorn], Bassklarinette, zwei Fagotte, Kontrafagott); Blechbläser (vier Hörner, zwei C-Trompeten, zwei Posaunen [2. davon auch als Bassposaune]); Saiteninstrumente (erste Violinen, zweite Violinen, Bratschen, acht Celli, zehn Kontrabässe,
elektrische Bassgitarre); Schlaginstrumente (große Trommel, kleine Trommel, Kuhglocken); Tasteninstrumente (Konzertflügel, Honky Tonk Piano)

### Aufbau
Das Konzert umfasst drei nahtlos ineinandergehende Sätze mit einer Gesamtdauer von ca. 26 Minuten:
I. Gritty, Funky, But in strict Tempo
Der erste Abschnitt fängt langsam in tiefen Registern (Klavier, Cellos und Kontrabässe) mit einem sich wiederholenden Zitat des in 9/8-Takt umgewandelten musikalischen Themas von Henry Mancini aus der amerikanischen Krimiserie Peter Gunn an und ähnelt der Stimmung des einleitenden Andante im Danse macabre von Franz Liszt.
Nach einer Temposteigerung entfaltet sich ein kräftiger, fabrikartig stampfender sinfonisch artikulierter Groove. Das Klavier behauptet sich darin äußerst souverän, dadurch dass es den schneidenden und wuchtigen Staccato-Hieben der Streicher bzw. Bläser im brutalen Schlagabtausch viel entgegenzusetzen hat, deren Motive in einem gleichberechtigten Kampf forsch beantwortend und bisweilen vom Rest des Instrumentariums rhythmisch und harmonisch losgelöst, an G. Ligetis Lʼescalier du diable (Études für Soloklavier, 2. Buch, 1988–1994), erinnernde, im Zickzack verlaufende chromatische Skalen und rasante Phrasen spielend.
Der markante Puls des Geschehens wird eine Weile kraft Betonung jeder Zählzeit vonseiten einer großen Trommel buchstäblich vergegenwärtigt.
In galoppierender Bewegung liefern sich Klavier und Orchester eine unerbittliche Verfolgungsjagd.
Hohe Spannung und atmosphärische Dichte werden vermöge knapper, einfacher musikalischer Sinneinheiten bei den Orchesterstrumenten sowie eines komplexen Vortrags am Flügel in einer detaillierten rhythmischen Interaktion erreicht.
Gegen Ende des Satzes weicht die überbordende Hektik relativ unversehens einem betäubten, schlaftrunkenen Kolorit im langsamen Tempo.
II. Much Slower; Gently, Relaxed
In einem nocturnenartigen Ambiente wagen Klavier und Orchester eine harmonische Annäherung, indem jener zarte, poetisch-melodische Wendungen zu den Streicher-Legatos, stellenweise von Holzbläsern unterstützt, entwirft.
Bei aller Mäßigung und Idylle tönt ein Gefühl der Beklemmung mit, Musik von Bernard Herrmann aus Psycho von A. Hitchcock ins Gedächtnis rufend.
In einer verhaltenen Atmosphäre nimmt das Klavier ansatzweise die tänzelnden Figuren des letzten Satzes vorweg.
III. Più mosso: Obsession / Swing
Das Orchester, vom Klavier in legerer Jazzmanier begleitet, entfaltet nach und nach erneut seine mitreißende Verve, bis die federnd-hüpfenden Schritte des zweiten Satzes zu einem dreisten gesamtorchestralen Swing anschwellen; kühne rhythmische Sprache sowie findige Metrik bilden den Beginn eines infernalischen Finales.
Anschließend werden sowohl im Klavier als auch in den höheren Streichern schnelle, repetitive Pattern im typischen Sinne der Minimal Music ansatzweise Teil der Dramaturgie, was dazu führt, dass bei allem wiederaufgebauten Affekt statt des beherzten Kampfes aus dem ersten Satz nunmehr Besorgnis und Todesfurcht zu verzeichnen sind; ein verzweifeltes Bemühen zu entkommen, schleicht sich ein.
Nach mehreren plötzlichen, kurzen Unterbrechungen als Vorahnung eines tragischen Endes erlischt das Geschehen mit dem letzten Glockenschlag.

### Einordnung
Die Komposition atmet den gegenwärtigen „post-stilistischen“ Geist des Komponisten, in welchem etwa kurze, sich wiederholende Strukturen nach herkömmlicher Charakteristik der Minimal Music in einem breiten, eklektischen Zusammenhang mit Bezügen zur Sinfonik der Romantik, der klassischen Moderne,Jazzharmonik und Filmmusik verarbeitet sind.

## Einspielung
Am 8. November 2018 entstand die Erstaufnahme (Deutsche Grammophon) des Klavierkonzerts durch das Los Angeles Philharmonic und Juja Wang in der Walt Disney Concert Hall, durch Adams’ Klavierstück China Gates (1977) ergänzt.
Seit dem 17. April 2020 ist sie als digitales Album, seit dem 21. August als E-Video, seit dem 16. Oktober desselben Jahres als Vinyl-Edition erhältlich.